# Embuscade (film, 2021)
Pour les articles homonymes, voir Embuscade.
Pour plus de détails, voir Fiche technique et Distribution.
Embuscade (Al Kameen) est un film franco-émirati réalisé par Pierre Morel et sorti en 2021. Il s'inspire d'un fait réel survenu en 2018.
Le film est un succès commercial aux Émirats arabes unis.

## Synopsis
En 2018, en pleine guerre civile au Yémen, des soldats des forces armées émiriennes sont en mission à Mokha. Au milieu d'une patrouille de routine, les soldats émiratis Ali Al-mismari, Bilal Al Saadi et Al Hindasi sont piégés dans une vallée par des combattants rebelles. Pour les secourir, une autre escouade de soldats émiratis est envoyée,,,.

## Fiche technique
Sauf indication contraire, les informations mentionnées dans cette section peuvent être confirmées par les bases de données cinématographiques IMDb et Allociné,  présentes dans la section « Liens externes ».
- Titre original : Al Kameen (الكمين)
- Titre français : Embuscade
- Réalisation : Pierre Morel
- Scénario : Brandon et Kurtis Birtell
- Musique : Harry Gregson-Williams
- Décors : Nathan Blanco Fouraux et Nasser Zoubi
- Costumes : Angela Schnoeke-Paasch
- Photographie : Thierry Arbogast
- Montage : Shahnaz Dulaimy et Frédéric Thoraval
- Production : Derek Dauchy, Jennifer Roth

Producteurs délégués : Stuart Ford et Jérôme Lateur
Producteur exécutif : Gino Vassallo
- Sociétés de production : AGC Studios (en) et Image Nation
- Sociétés de distribution : Metropolitan Video (France, vidéo[5]), Vox Distribution / AGC Studios
- Pays de production :  Émirats arabes unis et  France
- Langue originale : arabe
- Format : couleur
- Genre : guerre, action
- Durée : 102 minutes
- Dates de sortie[6] :
  - Émirats arabes unis : 25 novembre 2021
  - France : 4 avril 2022 (vidéo à la demande)
  - France : 11 août 2022 (vidéo[5])

## Distribution
- Marwan Abdulla Saleh : le sergent Ali Al-mismari[1]
- Khalifa Al Jassem : l'adjudant Bilal Al Saadi[1]
- Mohammed Ahmed : le sergent Al Hindasi[1]
- Mansoor Alfeeli : le colonel Jamal Al Khatri
- Khalifa Albahri : Al Sayari
- Ibrahim Almusharaakh : Mansoor
- Hassan Yousuf : Abdulla Alblooshi
- Abdullah Bin Heider : le colonel Almazroui
- Ghanim Nasser : le leader de l'opposition
- Salem Altamimi : le sergent Salem[7]
- Saeed AlHarsh : le capitaine Saeed Al Shehhi

## Production

### Genèse et développement
Le scénario s'inspire de l'histoire vraie d'une embuscade subie par des soldats émiratis en 2018,,.
Le film est une ambitieuse production émirati rassemblant une équipe de près de 400 membres, un record pour un pays du Conseil de coopération du Golfe,. Parmi l'équipe figuraient des cinéastes et consultants culturels émiratis comme Hana Kazim, Talal Al Asmani, Aliwiya Thani et Alia AlQemzi. Le film est produit par AGC Studios (en) et Image Nation Abu Dhabi,.
Pierre Morel a été séduit par l'idée de montrer un conflit inédit au cinéma :

« Nous avons vu de nombreux films, des films américains réalisés sur le Moyen-Orient, c’est-à-dire l’Irak et l’Afghanistan, bien sûr, qui impliquent les forces américaines la plupart du temps parce que c’est là que nous étions. Mais pourtant, rien n’a été fait sur le Yémen, je pense, et aussi très peu du point de vue arabe. Et ça m’intéressait de montrer qu’on a les mêmes valeurs qu’ils appliquent de la même manière, mais vus sous un angle différent. Et je pense que c’était intéressant de le faire aussi en arabe parce que je ne parle pas arabe, malheureusement. »

— Pierre Morel

### Tournage
Le tournage a lieu dans les émirats de Ras el Khaïmah et Abou Dabi. Des plans par drones sont réalisés par Airscope Drones,.
La musique du film est composée par Harry Gregson-Williams.

## Sortie et accueil
Le film est le plus gros succès commercial d'un film en langue arabe dans les Émirats.
Embuscade récolte 5 224 931 $ au box-office mondial.